# Женжеруха Володимир Михайлович
Володи́мир Миха́йлович Женжеру́́ха (нар. 22 вересня 1972 — пом. 1 вересня 2014) — прапорщик Збройних сил України.

## Життєпис
Народився 1972 року в селі Юрківка (Звенигородський район, Черкаська область). Військову службу розпочав 1990 року старшим вожатим вартових собак. Інструктор з водіння взводу забезпечення навчального процесу 169-го навчального центру Сухопутних військ ЗС України (Десна). В зоні бойових дій був відряджений до 1-ї танкової бригади.
Загинув 1 вересня 2014 року біля Георгіївки — під час розвідки шляхів виведення танків з-під Луганська військові потрапили під обстріл (або підірвались на «розтяжці»). Тоді ж загинув молодший сержант Дмитро Ротозій.
Перебував у списку розшуку. Похований у селищі Десна.
Без Володимира лишились дружина та дві доньки (старша 2000 р.н.)

## Нагороди та вшанування
За особисту мужність і героїзм, виявлені у захисті державного суверенітету та територіальної цілісності України, вірність військовій присязі під час російсько-української війни, відзначений — нагороджений
- 17 липня 2015 року — орденом «За мужність» III ступеня (посмертно)[1]
- Його портрет розміщений на меморіалі «Стіна пам'яті полеглих за Україну» у Києві: секція 4, ряд 6, місце 3
- Вшановується в меморіальному комплексі «Зала пам'яті», в щоденному ранковому церемоніалі 1 вересня[2]